# فرد شابمان
فرد شابمان (بالإنجليزية: Fred Chapman)‏ هو لاعب كرة قاعدة أمريكي، ولد في 17 يوليو 1916 في ليبرتي في الولايات المتحدة، وتوفي في 27 مارس 1997 في كانابوليس في الولايات المتحدة.

## وصلات خارجية
- فرد شابمان على موقعبيزبول رفرنس.كوم (الدوري الرئيسي) (الإنجليزية)
- فرد شابمان على موقعبيزبول رفرنس.كوم (الدوري الثانوي) (الإنجليزية)